# What the World Needs Now Is Love
What the World Needs Now Is Love — песня, написанная в 1965 году Хэлом Дэвидом на музыку Бёрта Бакарака. Впервые записана Джеки Дешэннон. Выпущена 15 апреля 1965 года. В том же году песня заняла седьмое место в хит-параде Соединённых Штатов.

## Песню исполняли
- Mr. Bungle
- Burt Bacharach And The Posies
- Андреа Росс
- Джуди Гарленд
- Rick Astley
- Dionne Warwick
- Barry Manilow
- The Carpenters
- Diana Ross
- The Supremes
- McCoy Tyner
- Ed Ames
- Wynonna Judd
- Steve Tyrell
- Luther Vandross
- Kate The Cat
- Jackie DeShannon
- Stanley Turrentine
- Diana King
- Aimee Mann
- The Staple Singers
- Merrilee Rush
- Rumer [1]

и другие.

## Песня звучала в фильмах
- Свадьба лучшего друга — В исполнении Jackie DeShannon
- Остин Пауэрс: Международный человек-загадка — В исполнении Burt Bacharach And The Posies
- Форрест Гамп — В исполнении Jackie DeShannon
- Bob & Carol & Ted & Alice — В исполнении Jackie DeShannon
- Горячие головы
- Бриджит Джонс: Грани разумного
- Мёртвый человек — В исполнении Jackie DeShannon
- Настоящая любовь — В исполнении Jackie DeShannon